# Jónsi
Jónsi [ˈjounsɪ], pseudonimo di Jón Þor Birgisson [ˈjouːn ˈθouːr ˈpɪrkɪsɔn] (; Reykjavík, 23 aprile 1975), è un chitarrista e cantante islandese, frontman e cofondatore dei Sigur Rós.
È conosciuto principalmente perché usa l'archetto di violoncello sulle corde della chitarra e per la sua acuta voce in falsetto. È cieco all'occhio destro ed è dichiaratamente gay, Il suo ex compagno Alex Somers (la coppia ha annunciato la separazione nel 2019) si è occupato di gran parte della grafica dei Sigur Rós e insieme hanno realizzato un album, Riceboy Sleeps. Hanno pubblicato il loro primo libro nel novembre 2006, la cui stampa fu limitata a 1000 copie. Jónsi è vegano crudista.
Nel 2009 ha remixato il brano Come Back dei Depeche Mode, che è stato incluso nel singolo Peace e a dicembre il suo sito ufficiale annuncia l'uscita del suo primo album solista, Go, avvenuta il 5 aprile 2010.
Ha inoltre collaborato con il franchise Dragon Trainer attraverso la realizzazione di musiche composte appositamente per i tre film principali: Sticks & Stones per Dragon Trainer, Where No One Goes (scritta con il compositore John Powell) per Dragon Trainer 2 e Together from Afar per Dragon Trainer - Il mondo nascosto.

## Biografia

### Primi anni
Tra il 1992 e il 1993 Jónsi è stato membro di un gruppo chiamato Stoned, mentre nel 1995 fece parte del gruppo rock Bee Spiders sotto lo pseudonimo di Jonny B; in tale gruppo militava anche Kjartan Sveinsson, futuro componente dei Sigur Rós e che ricopriva il ruolo di cantante femminile. Nello stesso anno i Bee Spiders trionfarono al Musiktilraunir (concorso per gruppi emergenti) nella categoria gruppo più interessante, nel quale Sveinsson apparve vestito da drag queen, rispecchiando fedelmente l'idea di cantante femminile.
Ágúst Ævar Gunnarsson (il batterista della band) ricevette un archetto di violoncello per il suo compleanno e Georg Hólm cominciò a usarlo per "torturare" il suo basso: l'effetto fu sgradevole, sicché Jónsi provò a usarlo sulla sua chitarra. Convinto dell'efficacia di tale soluzione, da allora usa l'archetto ad ogni concerto.

### Sigur Rós
I Sigur Rós nascono il 4 dicembre 1994 da un'idea di Jónsi, Ágúst Ævar Gunnarsson e Georg Hólm: il nome viene dalla sorella minore di Jónsi, Sigurrós (rosa della vittoria). Dopo la registrazione del loro primo singolo (Fljúgðu), vengono notati dalla connazionale Björk, che fece pubblicare il brano nella raccolta atta a celebrare il cinquantesimo anniversario dell'indipendenza islandese.
A causa di problemi quali gli studi di Georg nel Regno Unito e gli impegni di Jónsi con i Bee Spiders, passarono tre anni prima dell'uscita del primo album, Von, nato nel settembre 1997 grazie ad un accordo con l'etichetta Smekkleysa. Il disco, apprezzato dalla critica, non vendette però molte copie. Il successivo Ágætis byrjun, pubblicato nel giugno del 1999, portò alla ribalta il gruppo e da esso furono estratti i singoli Svefn-g-englar e Ný batterí.
Nel 2002 è stata la volta di ( ), composto da otto brani senza titolo e tutti cantanti in vonlenska, una lingua creata appositamente da Jónsi. Tre anni più tardi è stato dato alle stampe Takk..., il primo sotto la EMI e caratterizzato da sonorità più accessibili; da esso sono stati estratti Hoppípolla e Glósoli, di buon successo commerciale.
Il 23 giugno 2008 il gruppo pubblica Með suð í eyrum við spilum endalaust, anticipato il 28 maggio dal singolo Gobbledigook, una canzone del nuovo album, insieme al video, pubblicata sul sito del gruppo.

### Carriera solista

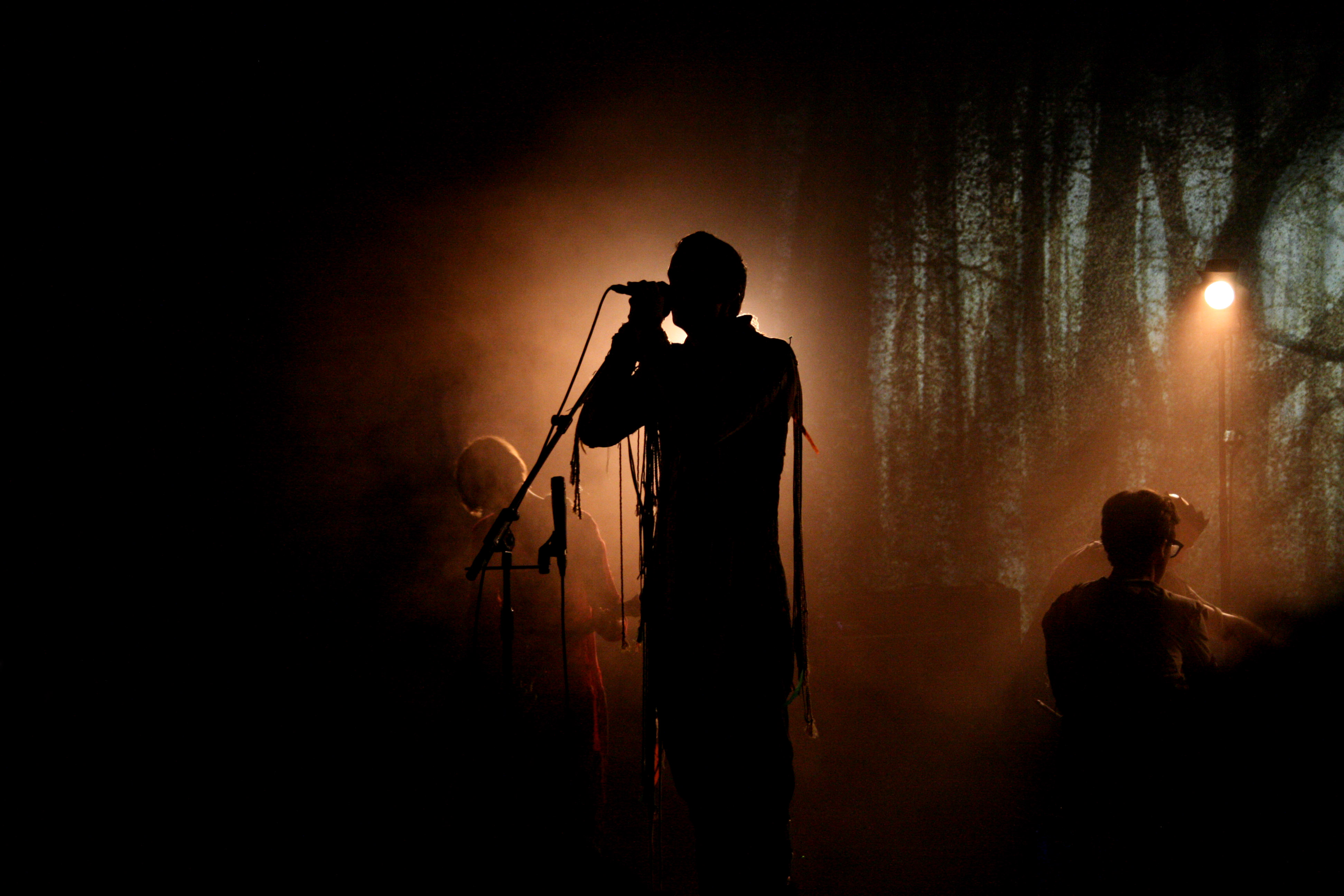
Jónsi in concerto a Ferrara (22/07/2010)

Il 20 luglio 2009 Jónsi e il suo compagno, Alex Somers, completano il loro primo album insieme, intitolato Riceboy Sleeps, inciso con l'etichetta Parlophone. Si tratta di 9 tracce strumentali con la collaborazione del coro Kópavogsdætur e del quartetto islandese Amiina.
Il 26 maggio 2009 appare la notizia, sul sito ufficiale, che Jónsi stesse lavorando ad un nuovo disco solista, caratterizzato principalmente da musica acustica e arrangiamenti del compositore statunitense Nico Muhly. Il 4 dicembre viene pubblicato sul sito l'mp3 gratuito del brano Boy Lilikoi e viene annunciata la data di uscita per il 5 aprile. Il 22 marzo esce il primo singolo che anticipa l'album, Go Do, prodotto da Jónsi, Alex Somers e Peter Katis. Il 5 aprile 2010, come promesso, esce il suo primo lavoro da solista, Go, e inizia un tour mondiale. Il secondo singolo, Animal Arithmetic, esce il 24 maggio 2010.

## Discografia

### Da solista
Album in studio
- 2009 – Riceboy Sleeps (con Alex Somers)
- 2010 – Go
- 2019 – Lost and Found (con Alex Somers)
- 2020 – Shiver
- 2021 – Obsidian
- 2024 – First Light

Album dal vivo
- 2010 – Go Live

Raccolte
- 2022 – Sounds of Fischer Vol. 1 (con Alex Somers, Sin Fang e Kjartan Holm)

Colonne sonore
- 2011 – We Bought a Zoo (Music from the Motion Picture)
- 2016 – Manh(a)ttan (Original Score from the Television Series) (con Alex Somers, Jeff Russo e Zoë Keating)
- 2021 – Tom Clancy's Without Remorse (Original Motion Picture Score)
- 2021 – 11.16/12.21.2019

### Con i Sigur Rós
- 1997 – Von
- 1998 – Ágætis byrjun
- 2002 – ( )
- 2005 – Takk...
- 2008 – Með suð í eyrum við spilum endalaust
- 2012 – Valtari
- 2013 – Kveikur
- 2023 – Átta